# 荒木太郎
荒木 太郎（あらき たろう、1961年2月16日 - ）は、日本の映画監督、脚本家、俳優。池島ゆたかや吉行由実、国沢実と並び、20世紀末以降における大蔵映画株式会社のピンク映画監督の四大巨匠の一人。

## 経歴
荒木太郎は1981年にエキストラとして映画業界に入った。1985年に国映スタジオで舞台裏の仕事を開始し、北沢幸雄監督の『濡れた処女 ワイセツ暴行』や、佐野和宏監督の『最後の弾丸』（公開題：監禁 ワイセツな前戯）などの映画で助監督を務めた。荒木は他監督の作品のみならず自身の監督する映画にも俳優として出演することがあり、1995年の『パレード』での演技で、ピンク大賞の男優賞を受賞している 。
荒木の監督としてのデビューは、1996年の『異常露出・見せたがり』である。彼のピンク映画への姿勢は、ピンク四天王やピンク七福神などとして知られる過去20年間の多くの有名な監督たちとは異なっている。荒木は映画製作に対してより大衆的な動機をいだいており、大衆よりも監督自身を満足させるために映画を作ることへの敵対心を持っていた。彼は、ピンク映画雑誌「PG」やピンク大賞の式典に代表されるような知的な批評家やファンよりも、伝統的な劇場のピンク映画の観客、特に地方に住む観客を喜ばせようと努めている。にもかかわらずピンク大賞において、荒木は成功した映画監督として証明されている。2000年の『せつなく求めて‐OL編‐』は男優賞、新人監督賞と、作品賞1位を受賞し 、2001年の『義姉さんの濡れた太もも』では監督賞を受賞した。加えて、彼の作品の多くは、毎年のピンク映画大賞のトップテンリストに名を連ねている。
映画評論家の柳下毅一郎は「持ち味はメルヘンチックな叙情性」と述べている。
2018年2月16日から上映予定だった映画『ハレンチ君主 いんびな休日』は劇場支配人の意向で上映中止となっている。2020年11月11日、映画公開中止をめぐり新潮社と大蔵映画に対し損害賠償等を求める会見を開いた。

## 作品
- 林由美香 歌舞伎町イメクラ物語（1994年）
- 異常露出・見せたがり（1996年3月9日）[11]
- あふれる淫ら汁（1996年5月14日）
- ヒクヒクする女　見られたい（1996年9月16日）
- 真性痴女といじくり家族（1996年11月9日）
- 監禁　むきたて肉玩具（1996年12月13日）
- 熟女の誘い汁　～何本でも欲しい～（1997年）
- 白衣の私生活　乱行女子寮（1997年）
- 淫乱美巨乳　たわわな媚肉（1997年）
- 変態妻　ハメられて覗かれて（1997年）
- 濡れ尻女将のねばり汁（1997年）
- 痴漢暴行バス　しごく（1998年）
- 女囚　いたずら性玩具（1998年）
- 未亡人の性　しっぽり濡れて（1998年）
- 女ピアノ教師　ゆび誘い乱されて（1999年）
- 叔父と姪　ふしだらな欲情（1999年）
- せつなく求めて‐OL編‐（2000年）
- 黒下着の淫らな誘い（2000年）
- 痴漢バス　いじめて濡らす（2000年）
- 飯場で感じる女の性（2000年）
- 義姉さんの濡れた太もも（2001年）
- 変態調教　白衣のうめき声（2001年）
- 義姉さんの濡れた太もも（2001年）
- フェリーの女　生撮り覗き（2001年）
- 初恋不倫　乳首から愛して（2001年）
- 痴漢電車　秘芯まさぐる（2002年）
- 年上の女　博多美人の恥じらい（2002年）
- 隣のお姉さん　小股の斬れ味（2003年）[12]
- ハードレイプ　すすり泣く人妻（2003年）
- 女曼陀羅　七人の絶頂（2003年）
- お友達になりたい（2004年7月17日）[13]
- 美肌家政婦　指責め濡らして（2004年）
- マゾ麗奴　囚われて（2004年）
- 食堂のお姉さん　－淫乱にじみ汁－（2004年）
- 野外(秘)エッチ　覗いて（2004年）
- 金粉FUCK　ずぶ濡れ観音（2005年）
- 爆乳Gカップ　とろける谷間（2005年）
- ふたり妻　寝室の淫らな匂い（2005年）
- 桃色仁義　姐御の白い肌（2006年）
- 人妻アナ露出　秘められた欲求（2006年）
- 妻のいとこ　情炎に流されて（2006年）
- 近所の人妻　熟れた白昼不倫（2007年）
- キャバクラ嬢　しぼり出す指先（2007年）
- 不倫航海　人妻みだら貝（2007年）
- 四十路の蜜つぼ　－男好きな肉体－（2008年）
- 悶々不倫　教え子は四十路妻（2008年）
- 人妻がうずく夜に　～身悶え淫水～（2008年）
- 人妻悲恋　巨乳みだれ泣く（2009年）
- 屋台のお姉さん　食べごろな桃尻（2009年）
- いんび変態若妻の悶え（2009年）
- ねっちり娘たち　まん性白濁まみれ（2009年）
- 義父相姦　半熟乳むさぼる（2010年1月29日）
- させちゃう秘書　生好き肉体残業（2010年5月）
- 恋情乙女　ぐっしょりな薄毛（2010年9月）
- 癒しの遊女　濡れ舌の蜜（墨東綺譚）（2010年12月17日）[14]
- 淑女の裏顔　暴かれた恥唇（2011年）
- 発情花嫁　おねだりは後ろから（2011年）
- 人妻OL　セクハラ裏現場（2011年）
- 美熟女の昼下がり　〜もっと、みだらに〜（2012年）
- さみしい未亡人　なぐさめの悶え（2012年）
- 乱交白衣　暴淫くわえ責め（2012年）[8]
- 熟女どスケベ不倫（2013年）
- 嫁の寝床　恥知らずな疼き（2013年）
- 異父姉妹　だらしない下半身（2013年）
- 乱交の門　むさぼり調教（2014年1月17日）
- 巨乳未亡人　お願い！許して…（2014年5月16日）
- THEレイプ　いきなり！ぶち込む（2014年10月3日）
- 淫乱巨乳妻の白日夢（2015年2月13日）
- 未亡人女将　じゅっぽり咥えて（2015年5月22日）
- 息子の花嫁　いんらん恋の詩（2015年9月18日）
- やわ乳太夫　月夜の恋わずらい（2016年2月12日）
- 溺れるふたり　ふやけるほど愛して（2016年6月10日）[15]
- 色慾怪談　ヌルっと入ります（2016年8月5日）
- 結婚前夜　やさしく挿れて（2017年2月3日）[16]
- 日本夜伽話　パコってめでたし（2017年7月28日）[17]

## 受賞歴

### ピンク大賞
- 2000年 1位:せつなく求めて‐OL編‐
- 2001年 4位:義姉さんの濡れた太もも
- 2001年 選外佳作賞:初恋不倫　乳首から愛して
- 2002年 7位:痴漢バス２　三十路の火照り
- 2002年 10位:年上の女　博多美人の恥じらい
- 2003年 6位:美乳暴行　ひわいな裸身
- 2003年 8位:隣のお姉さん　小股の斬れ味
- 2004年 2位:美肌家政婦　指責め濡らして
- 2008年 7位:悶々不倫　教え子は四十路妻

### ピンキーリボン賞
- 2004年 ゴールドぴんく賞:美肌家政婦 指責め濡らして
- 2004年 パールぴんく賞:食堂のお姉さん 淫乱にじみ汁
- 2005年 シルバーピンク賞:爆乳Ｇカップ とろける谷間

## 関連書

### 英語
- Sharp, Jasper (2008). Behind the Pink Curtain: The Complete History of Japanese Sex Cinema. Guildford: FAB Press. pp. 334–35, 342, etc.. ISBN 978-1-903254-54-7